# سيارات مستعملة (فلم)
سيارات مستعملة  (بالإنجليزية: Used Cars) هو فيلم كوميدي تم إنتاجه في الولايات المتحدة وصدر في سنة 1980. الفيلم من إخراج روبرت زيميكس وكتابة روبرت زيميكس.

## بطولة
- كورت راسل

## الميزانية والإيرادات
بلغت تكلفة إنتاج الفيلم حوالي 8,000,000 دولار بينما حقق أرباحا تقدر بـ 11,715,321 دولار.

## وصلات خارجية
- مقالات تستعمل روابط فنية بلا صلة مع ويكي بيانات

1. ↑  "معلومات عن سيارات مستعملة (فيلم) على موقع kinenote.com". kinenote.com. مؤرشف من الأصل في 2016-03-05.
2. ↑  "معلومات عن سيارات مستعملة (فيلم) على موقع kinopoisk.ru". kinopoisk.ru. مؤرشف من الأصل في 2017-07-06.
3. ↑  "معلومات عن سيارات مستعملة (فيلم) على موقع port.hu". port.hu. مؤرشف من الأصل في 2019-12-14.